# Кидрук Іван Миколайович
Кидрук Іван Миколайович (нар. 13 лютого 1947, Ромейки) — український письменник-гуморист.
Закінчив факультет журналістики Львівського університету. Працював у Володимирецькій районній газеті «Ленінська зоря». Член спілки журналістів СРСР.
Почав друкуватися з гуморесками в періодичній пресі із 1964 року.
Перша публікація — у журналі «Знання та праця» (1964).
Перша збірка гуморесок — «Дай характеристику!».
Писав фантастичні оповіді в журналі "Людина і суспільство" (1990).
Батько відомого українського письменника Макса Кідрука.
Лауреат III Всеукраїнського конкурсу радіоп'єс (2009) — перша премія.